# Селлано
Селлано (італ. Sellano) — муніципалітет в Італії, у регіоні Умбрія,  провінція Перуджа.
Селлано розташоване на відстані близько 120 км на північ від Рима, 55 км на південний схід від Перуджі.
Населення — 1116 осіб (2014).
Щорічний фестиваль відбувається 8 червня. Покровитель — San Severino.

## Демографія
Населення за роками:

Станом на 1 січня 2023 року в муніципалітеті офіційно проживали 72 іноземці з 16 країн, серед них 41 громадянин країн Євросоюзу та 2 громадяни України.

## Сусідні муніципалітети
- Кампелло-суль-Клітунно
- Черрето-ді-Сполето
- Фоліньйо
- Треві
- Віссо